# Longitarsus brunneus
Longitarsus brunneus é uma espécie de insetos coleópteros polífagos pertencente à família Chrysomelidae.
A autoridade científica da espécie é Duftschmid, tendo sido descrita no ano de 1825.
Trata-se de uma espécie presente no território português.